# Стилизованные факты
Стилизованные факты — эмпирические закономерности экономического роста, впервые предложенные Николасом Калдором в статье, опубликованной в 1957 году.

## История создания
В 1957 году вышла статья Н.Калдора «Модель экономического роста», в которой впервые были представлены статистические наблюдения экономического роста. В 1961 году Калдор в статье «Накопление капитала и экономический рост» называет их стилизованными фактами.

## Стилизованные факты Николаса Калдора
В стилизованных фактах Калдора перечисляются следующие закономерности:
1. Выпуск на душу населения со временем возрастает, а темп его роста не уменьшается.
2. Физический капитал на одного работника (капиталовооружённость) растет со временем.
3. Норма доходности капитала почти постоянна.
4. Отношение физического капитала к выпуску примерно постоянно.
5. Доли труда и физического капитала в национальном доходе почти постоянны.
6. Темпы роста выпуска на работника отличаются в различных странах.

## Тестирование фактов Н. Калдора
Третий факт вытекает из данных Великобритании, США, Южной Кореи и Сингапура, где процентная ставка не имеет долгосрочного тренда согласно работам Р. Барро и Янга.
Четвёртый факт подтверждается работами 1987 года Э. Денисона, Д. Йоргенсона, Ф. Голлопа и Б. Фраумени «Производительность и экономический рост США» и Янга, где доли производственных факторов близки к значениям между странами близки друг к другу.
Пятый факт согласуется в анализе А. Мэддисона, проведенном по ВВП Японии, Германии, Италии, Великобритании и США.
Шестой факт согласуется согласно работам Х. Сала-и-Мартин «Распределение мирового дохода 1970—2000» 2003 года по регионам мира: Восточная Азия, Южная Азия, Латинская Америка, Африка, Ближний Восток и Северная Америка.

## Стилизованные факты Саймона Кузнеца
В 1973 году вышла статья Саймона Кузнеца «Современный экономический рост: результаты и размышления», а в 1981 году статья «Современный экономический рост и менее развитые страны», в которых были выявлены другие факты:
- стремительная структурная трансформация: падение роли сельского хозяйства в пользу промышленности, а затем и сокращение роли промышленности в пользу сектора услуг;
- урбанизация;
- снижение роли работы на дому и повышение статуса служащего;
- повышение значения формального обучения;
- расширение международной торговли;
- падение значимости обладания природными ресурсами;
- усиление роли государства, защищающего права собственности и предоставляющего инфраструктуру.

## Новые стилизованные факты
Новые стилизованные факты впервые отметил Пол Ромер в своей статьи 1989 года «Накопление капитала в теории долгосрочного роста»:
1. Средние темпы роста не зависят от дохода на душу населения.
2. Рост международной торговли положительно коррелирует с темпом роста производства.
3. Рост населения отрицательно коррелирует с уровнем дохода на душу населения.
4. Квалифицированные и неквалифицированные работники имеют тенденцию к миграции в более богатые страны.
5. Рост капитала недостаточно для объяснения роста производства[3].

## Современные стилизованные факты
Критика неоклассической теории экономического роста привела к формированию современных стилизованных фактов, которые впервые были описаны У. Истерли и Р. Левиным в статье 2000 года «Это не фактор накопления: стилизованные факты и модели роста»:
1. Накопление факторов не имеет решающего значения для большей части перекрестных различий в уровнях экономического роста, а общая производительность факторов имеет решающее значение для объяснений различий в росте.
2. В долгосрочном периоде существует дивергенция: растут различия в уровнях ВВП на душу населения между странами.
3. Рост не устойчив во времени, а накопление капитала — устойчиво и достаточно постоянно.
4. Все факторы производства растут одновременно, предполагая взаимовлияние и экстерналии.
5. Национальная политика влияет на долгосрочный экономический рост[3].

## Стилизованные факты Чарльза Джонса
В 1998 году Чарльз Джонс в своей книге «Введение в теорию экономического роста» отмечает ряд фактов:
1. Огромные различия в доходах на душу населения между странами. В беднейших странах уровень дохода на душу населения менее 5 % доходов на душу населения в самых богатых странах.
2. Темпы экономического роста существенно различаются по странам.
3. В целом по миру темпы роста ВВП на душу населения не постоянны во времени. Для мира в целом темпы роста были близки к нулю на протяжении большей части истории, но резко возросли в XX веке. В отдельных странах темпы роста ВВП на душу населения также меняются со времени.
4. Страны могут переходить как из бедных в богатые, так и в противоположном направлении.
5. В США на протяжении XX века:
  - реальная доходность капитала показывает отсутствие тренда вверх или вниз, то есть постоянна;
  - доли капитала к выпуску и доли труда к выпуску показывают отсутствие тренда, то есть постоянны;
  - средний темп роста выработки на одного человека был положителен и относительно постоянен во времени, то есть экономика США показывает стабильный, устойчивый темп роста ВВП на душу населения.
6. Рост выпуска тесно связан с объёмом внешнеторгового оборота.
7. Квалифицированные и неквалифицированные работники имеют тенденцию к миграции из бедных в богатые страны или регионы.

В последующей совместной работе Ч. Джонс и П. Ромер 2009 года «Новые факты Калдора: идеи, институты, население и человеческий капитал» определили следующие факты:
1. Увеличение объёма рынка. Возросшие потоки товаров, идей, финансов, и людей через глобализацию, а также урбанизация, увеличивают масштаб рынка для всех работников и потребителей.
2. Ускорение экономического роста. В течение тысячи лет рост численности населения и ВВП на душу населения ускорился, поднявшись практически с нуля до сравнительно быстрых темпов в прошлом веке.
3. Различия в современных темпах роста. Различия в темпах роста ВВП на душу населения увеличивается с расстоянием от передового технологического рубежа.
4. Большие доходы и различия ОФП. Различия на первоначальном уровне развития объясняют менее половины существенных межстрановых различий в ВВП на душу населения.
5. Увеличение человеческого капитала на одного работника. Человеческий капитал на одного работника возрастает резко во всем мире.
6. Долгосрочная стабильность относительной заработной платы. Рост количества человеческого капитала относительно неквалифицированной рабочей силы не сопровождалось устойчивым снижением его относительной цены.

## Критика
Роберт Солоу точно определил возможную проблему стилизованных фактов, заявив, что «никаких сомнений в том, что они стилизованы, хотя можно усомниться в том, что они являются фактами».
Однако, методологическая полезность анализа стилизованных фактов не оспаривается.

## Общий факт
В общественных науках и, в особенности, в экономике общий факт представляет собой упрощенное обобщение эмпирических результатов исследования. Общий факт часто представляет собой результат статистических расчетов, которые могут быть верны в общем, но содержать некоторые погрешности и мелкие недочеты.
Известным общим фактом является утверждение: «Уровень образования значительно влияет на доход»; другим таким фактом может быть утверждение: «В развитых государствах реальный выпуск колеблется вокруг тренда с нерегулярным, но повторяющимся в среднем раз в 8 лет циклом».
Естественно, что практически к любому общему факту возможно подобрать контрпример. Скажем, несмотря на то, что образование увеличивает доход за жизнь в среднем, решение о получении степени кандидата наук может снизить данный показатель из-за того, что обучение требует затрат времени, которые могли бы быть использованы для получения дохода.